# Caroline Baron (productrice)
Pour les articles homonymes, voir Caroline Baron et Baron.
Caroline Baron est une productrice américaine de cinéma, connue en particulier pour la production de Truman Capote. 

## Biographie
Elle commence sa carrière en 1983, en tant que gestionnaire de production pour The Toxic Avenger. Elle est ensuite assistante de production pour la série télévisée Les Années coup de cœur (The Wonder Years). Elle participe à la production des films Addicted to Love, Super Noël (The Santa Clause) et Kama Sutra, une histoire d'amour de Mira Nair. Avec Robert DeNiro et Jane Rosenthal, elle produit Witness to the Mob, pour la société de production Tribeca Productions. 
En 1999, elle fonde FilmAid International, organisation à but non lucratif qui veut contribuer à soulager les souffrances psychologiques, à promouvoir la compréhension mutuelle et le dialogue. 
En 2005, Caroline et Anthony Weintraub, son mari, fondent ALine Pictures. Elle produit des adaptations de livres basés sur des événements réels : Blackwater, un regard sur un grand entrepreneur militaire privé, et Dangerous Doses, sur la contrebande de médicaments aux États-Unis. L'équipe ALine produit également des adaptations de livres de la romancière Ann Patchett, comme Bel Canto.
Elle participe au jury des documentaires mexicains du Festival international du film de Morelia en 2008.

## Filmographie

### Cinéma
- 1984 : The Toxic Avenger de Michael Herz et Lloyd Kaufman - gestionnaire de production
- 1994 : Super Noël (The Santa Clause) de John Pasquin - co-productrice
- 1996 : Addicted to Love de Griffin Dunne - co-productrice
- 1996 : Kama Sutra, une histoire d'amour de Mira Nair
- 2001 : Le Mariage des moussons (Monsoon Wedding) de Mira Nair - co-productrice
- 2005 : Truman Capote de Bennett Miller - productrice
- 2012 : Monsieur Flynn de Paul Weitz - productrice
- 2013 : Admission de Paul Weitz - productrice
- 2018 : Bel Canto de Paul Weitz - productrice

### Télévision
- 1988-1989 : Les Années coup de cœur (The Wonder Years) - assistante de production pour 23 épisodes
- 1998 : La Famille trahie ou (Witness to the Mob), téléfilm de Thaddeus O'Sullivan - productrice
- 2022 : Pretty Little Liars : Péché Originel, série télévisée - productrice de 10 épisodes

## Récompenses
- 2005 : Prix du film indépendant aux Gotham Awards pour Truman Capote, avec Bennett Miller, William Vince et Michael Ohoven[2]
- 2006 : Prix des producteurs aux Film Independent Spirit Awards pour Truman Capote et Le Mariage des moussons[2]
- 2006 : prix du meilleur long-métrage dramatique aux Leo Awards pour Truman Capote avec William Vince et Michael Ohoven[2]
- 2015 : Prix humanitaire aux Location Managers Guild International Awards (LMGI)[2]